# Rhynchoproctus minor
Rhynchoproctus minor är en mångfotingart som beskrevs av Filippo Silvestri 1897. Rhynchoproctus minor ingår i släktet Rhynchoproctus och familjen Harpagophoridae. Inga underarter finns listade i Catalogue of Life.